# Bjørvika

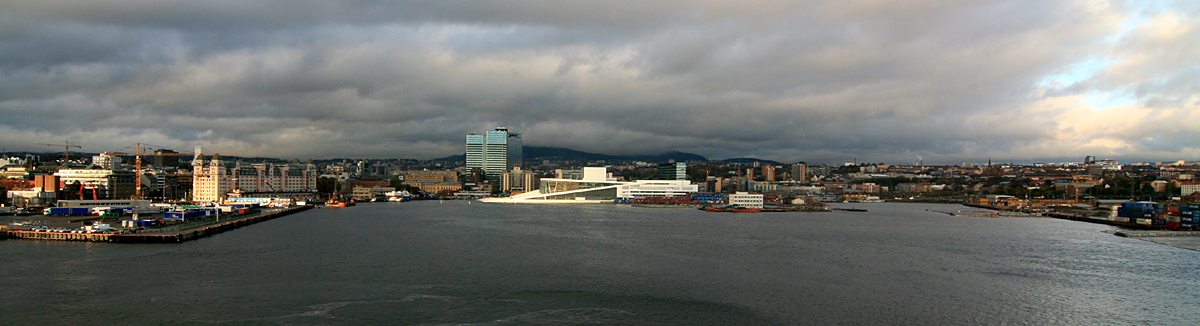
Bjørvika

Bjørvika is een wijk in het centrum van de Noorse hoofdstad Oslo. De wijk is een inham in de Oslofjord. De rivier Akerselva stroomt hier uit in deze fjord.
Sinds 2000 is de wijk onderdeel van de stadsvernieuwing die Fjordstad heet. Architectuurparels in de wijk zijn het in 2008 afgewerkte Operahuis aan het uiteinde van de Oslofjord, de Deichmanbibliotheek en MUNCH.
- De naam Bjørvika stamt af van het woord Bæjarvik wat stadsbaai betekent.